# Spinal Clock
Spinal Clock är det 28:e studioalbumet av avant-garde gitarristen Buckethead. Titeln kan referera till den ryggskada Buckethead ådrog sig i april 2010. Det är det första soloalbumet som Buckethead släppt sedan dess.
Albumet tillkännagavs den 25 april på sidan TDRS Music. Sidan innehåller också 30-sekunders prov av varje spår i albumet, förutom "Spinal Cracker".
Albumet består av 9 spår spelade med en banjogitarr.

## Låtlista
| Nr           | Titel                      | Längd |
| ------------ | -------------------------- | ----- |
| 1.           | Lafayette's Landing        | 5:42  |
| 2.           | Whale on This              | 9:37  |
| 3.           | Four O'Clock for Dub Down  | 4:17  |
| 4.           | Spinal Clock               | 5:35  |
| 5.           | Overnight the Animatronics | 4:56  |
| 6.           | Gelatin Nerve              | 4:05  |
| 7.           | Spinal Cracker             | 5:44  |
| 8.           | Skeleton Dance             | 2:40  |
| 9.           | Bayou by You               | 1:44  |
| Total längd: | Total längd:               | 44:20 |

## Lista över medverkande
- Buckethead - Banjo, slagverk